# أراليز (أرارات)
مدينة أراليز (بالأرمينية:Արալեզ) (بالإنجليزية: Aralez)‏ هي إحدى المدن التابعة لمقاطعة أرارات في أرمينيا. يقدر عدد سكانها بـ 2727 نسمة حسب الإحصاء الذي جرى عام 2011.

## أنظر أيضا
- أراليز (أسطورة)